# Krumbach (Schwaben)

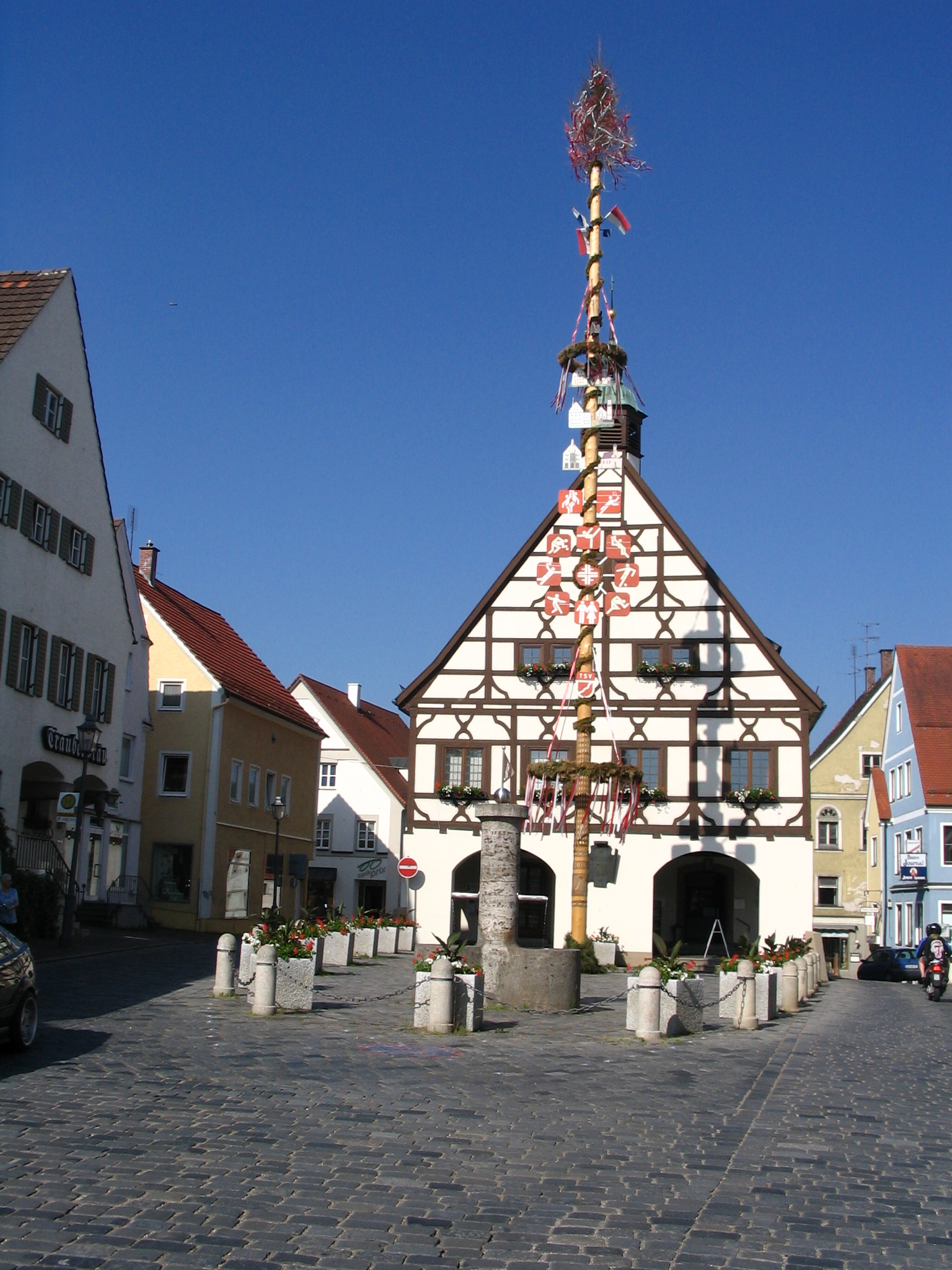
Krumbach (Schwaben)
(centrul)

Krumbach (Schwaben) este un oraș din landul Bavaria, Germania.